# Oliver Pocher/Diskografie
Diese Diskografie ist eine Übersicht über die musikalischen Werke des deutschen Comedians Oliver Pocher. Den Schallplattenauszeichnungen zufolge hat er bisher mehr als 250.000 Tonträger verkauft. Seine erfolgreichste Veröffentlichung ist die Debütsingle Schwarz und weiß mit über 150.000 verkauften Einheiten.

## Alben

### Studioalben
| Jahr | Titel Musiklabel                                                          | Höchstplatzierung, Gesamtwochen, AuszeichnungChartplatzierungen (Jahr, Titel, Musiklabel, Platzierungen, Wochen, Auszeichnungen, Anmerkungen) | Höchstplatzierung, Gesamtwochen, AuszeichnungChartplatzierungen (Jahr, Titel, Musiklabel, Platzierungen, Wochen, Auszeichnungen, Anmerkungen) | Höchstplatzierung, Gesamtwochen, AuszeichnungChartplatzierungen (Jahr, Titel, Musiklabel, Platzierungen, Wochen, Auszeichnungen, Anmerkungen) | Anmerkungen                                                 |
| Jahr | Titel Musiklabel                                                          | DE | AT | CH | Anmerkungen                                                 |
| ---- | ------------------------------------------------------------------------- | --- | --- | --- | ----------------------------------------------------------- |
| 2007 | It’s My Life – Aus dem Leben eines B-Promis Spassgesellschaft! (Sony BMG) | DE25 (5 Wo.)DE | AT*AT | CH45 (2 Wo.)CH | Erstveröffentlichung: 28. September 2007 * siehe Videoalbum |

## Singles
| Jahr | Titel Album                                      | Höchstplatzierung, Gesamtwochen, AuszeichnungChartplatzierungen (Jahr, Titel, Album, Platzierungen, Wochen, Auszeichnungen, Anmerkungen) | Höchstplatzierung, Gesamtwochen, AuszeichnungChartplatzierungen (Jahr, Titel, Album, Platzierungen, Wochen, Auszeichnungen, Anmerkungen) | Höchstplatzierung, Gesamtwochen, AuszeichnungChartplatzierungen (Jahr, Titel, Album, Platzierungen, Wochen, Auszeichnungen, Anmerkungen) | Anmerkungen |
| Jahr | Titel Album                                      | DE | AT | CH | Anmerkungen |
| ---- | ------------------------------------------------ | --- | --- | --- | --- |
| 2006 | Schwarz und weiß –                               | DE3 Gold · (32 Wo.)DE | AT33 (11 Wo.)AT | CH81 (1 Wo.)CH | Erstveröffentlichung: 28. April 2006 Verkäufe: + 150.000 Original: Frameless – Black and White                                 |
| 2007 | Ich kann nix dafür Vollidiot (O.S.T.)            | DE10 (14 Wo.)DE | AT41 (9 Wo.)AT | CH91 (1 Wo.)CH | Erstveröffentlichung: 13. April 2007 mit Nena & Stephan Remmler Original: Peter Bjorn and John feat. V. Bergsman – Young Folks |
| 2008 | Bringt ihn heim –                                | DE6 (10 Wo.)DE | AT57 (5 Wo.)AT | — | Erstveröffentlichung: 9. Mai 2008 Original: Baschi – Bring en hei                                                              |
| 2009 | Kennst du die Stars Heavy Metal Payback          | DE44 (4 Wo.)DE | — | — | Erstveröffentlichung: 24. April 2009 mit Bushido                                                                               |
| 2010 | 2010: Wir gehen nur zurück, um Anlauf zu nehm’ – | DE25 (9 Wo.)DE | — | — | Erstveröffentlichung: 7. Mai 2010 Verkäufe: + 75.000                                                                           |
| 2014 | This Is EDM –                                    | — | — | — | Erstveröffentlichung: 24. Januar 2014 feat. Clyde Trevor                                                                       |
| 2014 | Kick Some Ass –                                  | — | — | — | Erstveröffentlichung: 28. März 2014                                                                                            |
| 2014 | Galaxy –                                         | — | — | — | Erstveröffentlichung: 18. Juni 2014 feat. Gallantry                                                                            |
| 2020 | I’m the Scatman –                                | — | — | — | Erstveröffentlichung: 17. Januar 2020 Original: Scatman John – Scatman (Ski-Ba-Bop-Ba-Dop-Bop)                                 |
| 2020 | Influenza –                                      | DE— aDE | — | — | Erstveröffentlichung: 20. August 2020 mit Amira Pocher                                                                         |
| 2022 | Hurra, Hurra – Wir fahren nach Katar –           | — | — | — | Erstveröffentlichung: 14. Oktober 2022                                                                                         |
| 2023 | Bollywood Star –                                 | — | — | — | Erstveröffentlichung: 29. Dezember 2023                                                                                        |

## Videoalben und Musikvideos

### Videoalben
| Jahr | Titel Musiklabel                                                          | Höchstplatzierung, Gesamtwochen, AuszeichnungChartplatzierungen (Jahr, Titel, Musiklabel, Platzierungen, Wochen, Auszeichnungen, Anmerkungen) | Höchstplatzierung, Gesamtwochen, AuszeichnungChartplatzierungen (Jahr, Titel, Musiklabel, Platzierungen, Wochen, Auszeichnungen, Anmerkungen) | Höchstplatzierung, Gesamtwochen, AuszeichnungChartplatzierungen (Jahr, Titel, Musiklabel, Platzierungen, Wochen, Auszeichnungen, Anmerkungen) | Anmerkungen                                               |
| Jahr | Titel Musiklabel                                                          | DE | AT | CH | Anmerkungen                                               |
| ---- | ------------------------------------------------------------------------- | --- | --- | --- | --------------------------------------------------------- |
| 2005 | Best of Pocher: Aufstieg und Fall eines B-Promis Sony Music (Sony BMG)    | DE68 Gold · (6 Wo.)DE | — | — | Erstveröffentlichung: 21. Oktober 2005 Verkäufe: + 25.000 |
| 2007 | It’s My Life – Aus dem Leben eines B-Promis Spassgesellschaft! (Sony BMG) | DE*DE | AT1 (5 Wo.)AT | CH*CH | Erstveröffentlichung: 28. September 2007 * siehe Album    |
| 2008 | Best of Schmidt & Pocher Universal Music (UMG)                            | — | — | — | Erstveröffentlichung: 10. Oktober 2008 mit Harald Schmidt |
| 2009 | Gefährliches Halbwissen – Die Weltrekord Live-Show Universal Music (UMG)  | — | AT1 (5 Wo.)AT | CH1 (6 Wo.)CH | Erstveröffentlichung: 17. April 2009                      |

### Musikvideos
| Jahr | Titel                                          | Regisseur(e)              |
| ---- | ---------------------------------------------- | ------------------------- |
| 2006 | Schwarz und weiß                               | Tankred Lerch             |
| 2007 | Ich kann nix dafür                             | Bernard Wedig             |
| 2008 | Bringt ihn heim                                | Andreas Bardet, Tim Tibor |
| 2009 | Kennst du die Stars                            |                           |
| 2010 | 2010: Wir gehen nur zurück, um Anlauf zu nehm’ | Danny Baarz, Jan Bormann  |
| 2014 | This Is EDM                                    |                           |
| 2014 | Galaxy                                         |                           |
| 2020 | Influenza                                      |                           |
| 2022 | Hurra, Hurra – Wir fahren nach Katar           |                           |
| 2023 | Bollywood Star                                 |                           |

## Statistik

### Chartauswertung
|                     | DE    | AT    | CH    |
| ------------------- | ----- | ----- | ----- |
| Nummer-eins-Alben   | DE—DE | AT—AT | CH—CH |
| Top-10-Alben        | DE—DE | AT—AT | CH—CH |
| Alben in den Charts | DE1DE | AT—AT | CH1CH |

|                       | DE    | AT    | CH    |
| --------------------- | ----- | ----- | ----- |
| Nummer-eins-Singles   | DE—DE | AT—AT | CH—CH |
| Top-10-Singles        | DE3DE | AT—AT | CH—CH |
| Singles in den Charts | DE5DE | AT3AT | CH2CH |

|                          | DE    | AT    | CH    |
| ------------------------ | ----- | ----- | ----- |
| Nummer-eins-Videoalben   | DE—DE | AT1AT | CH1CH |
| Top-10-Videoalben        | DE—DE | AT2AT | CH1CH |
| Videoalben in den Charts | DE1DE | AT2AT | CH1CH |

## Auszeichnungen für Musikverkäufe
| Goldene Schallplatte - Europa (Impala) - 2011: für die Singles 2010: Wir gehen nur zurück, um Anlauf zu nehm’ |

Anmerkung: Auszeichnungen in Ländern aus den Charttabellen bzw. Chartboxen sind in ebendiesen zu finden.
| Land/RegionAuszeichnungen für Musikverkäufe (Land/Region, Auszeichnungen, Verkäufe, Quellen) | Gold     | Platin | Verkäufe | Quellen           |
| -------------------------------------------------------------------------------------------- | -------- | ------ | -------- | ----------------- |
| Deutschland (BVMI)                                                                           | 2× Gold2 | —      | 175.000  | musikindustrie.de |
| Europa (Impala)                                                                              | Gold1    | —      | (75.000) | Einzelnachweise   |
| Insgesamt                                                                                    | 3× Gold3 | —      |          |                   |